# Alloheim
Die Cidron Atrium SE mit Sitz in Düsseldorf betreibt unter der Bezeichnung Alloheim Seniorenwohn- und Pflegeeinrichtungen. Das Unternehmen steht immer wieder wegen mangelhafter Pflege in der öffentlichen Kritik.

## Geschichte
Gegründet wurde das Unternehmen 1973 von Alois Mollik; er eröffnete damals das erste Altenheim in Bad Marienberg. Im Jahr 2008 wurde das Unternehmen in die Alloheim Senioren-Residenzen GmbH umgewandelt und erhielt mit dem Kauf durch den Private-Equity-Investor Star Capital Partners eine neue Trägerschaft.
Seit ihrer Gründung Anfang der 1970er Jahre ist Alloheim kontinuierlich gewachsen. Die Gruppe errichtete einerseits selbst neue Alten- und Pflegeheime und übernahm andererseits auch vorhandene Häuser. Beim Einstieg von Star Capital Partners gehörten 13 Alten- und Pflegeheime zum Portfolio des Betreibers.
Größere Wachstumsschübe waren:
- 23 Standorte der Policare (2011)
- 14 Standorte der Procon (2014)
- 64 Standorte der Senator und der AGO (2016)
- 29 Standorte der Itertalklinik Seniorenzentren und der CMS-Gruppe (2018)
- 14 Standorte von Pro Talis (2019)
- 10 Standorte der Mohring- und Vital Wohnen-Gruppe (2020)

Zur Alloheim-Gruppe gehören 2024 mehr als 256 Pflegeheime, 94 Einrichtungen mit betreutem Wohnen und 25 ambulante Pflegedienste.

## Kritik
Seit 2016 wurden bei zehn Einrichtungen der Alloheim-Gruppe Ermittlungen durch Behörden aufgenommen oder ein Aufnahmestopp erlassen, so z. B. in Bredstedt, wo behördlicherseits mehrfach ein Unterschreiten der Fachkräftequote festgestellt wurde. Alloheim sah hierin durch die Gesamtzahl der betriebenen Einrichtungen keine Häufung.
2017 berichtete die Wetterauer Zeitung über Probleme im Niddataler „Haus Taunusblick“. Diese seien mit der Übernahme durch die Alloheim-Gruppe aufgetreten. Die Vorwürfe der Gewinnmaximierung und des Personalmangels wurden seitens des Betreibers als Verleumdungen zurückgewiesen; die zuständige Heimaufsicht bestätigte jedoch „Mängel im Bereich der Betreuung und Pflege sowie hinsichtlich des Personals“ und ordnete einen Belegungsstopp an. Ähnliche Beschwerden gab es über Heime der Alloheim-Gruppe in Erfurt, Ludwigsburg und Simmerath; die letzteren beiden Heime wurden von der Heimaufsicht geschlossen.
Anfang 2018 berichteten Stuttgarter Zeitung und ZDF Frontal21 über Missstände in Altenheimen der Alloheim-Kette. Ein Corona-Ausbruch in einem Altenheim der Alloheim-Kette in Brandenburg, in dem nur die Hälfte der Pflegekräfte gegen Covid-19 geimpft war und infolgedessen über zehn Bewohner starben, hatte im November 2021 eine deutschlandweite Berichterstattung zur Folge.
Im August 2018 verhängte die Aufsichtsbehörde für ein Heim in Bad Vilbel einen Belegungsstopp; Alloheim äußerte hierzu gegenüber der Presse, dass es „zeitweise Abweichungen von unseren hohen Qualitätsstandards gab“ und wies die Vorwürfe zurück. Laut zuständiger Heimaufsicht gab es von 2016, als das Haus von Alloheim übernommen worden war, bis 2018 28 Beschwerden. Die zuständige Betreuungs- und Pflegeaufsicht hatte den Betreiber daraufhin aufgefordert, die Defizite unverzüglich bzw. nach Fristsetzung abzustellen, was aber nicht vollständig geschehen sei, weswegen am 8. August ein absoluter Belegungsstopp angeordnet worden war. Laut Regierungspräsidium Gießen sei seit Januar 2019 eine Häufung der Beschwerden festzustellen.
Ebenfalls 2018 wurde für ein Seniorenheim der Alloheim-Gruppe in Bremen aufgrund von Mängeln wie Fehlern bei der Medikamentengabe und beim Wundmanagement ein Belegungsverbot verhängt; außerdem fanden zeitweise täglich Kontrollen der Bremischen Wohn- und Betreuungsaufsicht statt. Alloheim war zunächst rechtlich gegen die Anordnungen vorgegangen, zog dann aber seinen Widerspruch zurück. Im selben Jahr wurde von der Heimaufsicht auch ein Belegungsverbot gegen ein Heim in Sythen erlassen; außerdem wurden in Lingen von der Heimaufsicht Bußgelder betreffend das Heim „Emsauenpark“ verhängt, im zugehörigen Bußgeldverfahren vor dem Amtsgericht Lingen wurden die Alloheim-Geschäftsführer trotz massiver Kritik des Richters an den damaligen Zuständen freigesprochen.
Im Juni 2022 wurden Heimen der Alloheim-Kette erneut schwerwiegende Fehler vorgeworfen. Das Team Wallraff berichtete, in der Senioren-Residenz „Brunswik“ in Braunschweig würden inkontinente Patienten bestraft und beschimpft. Interne Quellen berichteten für das Pflegeheim in Dormagen  von fehlendem Fachpersonal, groben Pflegefehlern und mangelnder Hygiene, was bereits 2021 von der Aufsichtsbehörde festgestellt worden war. Dies hatte zur Folge, dass die Einrichtung neue Bewohner nur mit Genehmigung des Rhein-Kreises aufnehmen durfte. Laut Alloheim handelte es sich um bedauerliche Einzelfälle.
Im Oktober 2022 erließ die Heimaufsicht wegen wesentlicher Mängel in verschiedenen Bereichen einen erneuten Aufnahmestopp (zunächst bis November) für das Heim in Sythen. Der Betreiber räumte schwere Mängel in der Pflege ein. Im Februar 2023 wurden die Einschränkungen seitens der Heimaufsicht aufgehoben.
Die Gewerkschaft ver.di wirft Alloheim vor, die Arbeitgeberbindung des Visums von ausländischen Pflegekräften zu nutzen, um diese unter Druck zu setzen. Kritisiert wird ebenfalls, dass durch die Eigentumsrechte von Nordic Capital an Alloheim und die daraus resultierende Profitorientierung sowohl die Pflege als auch die Beschäftigten leiden.

## Private-Equity-Gesellschafter
- 2008–2013: Star Capital Partners[25]
- 2013–2017 The Carlyle Group: Im August 2013 wurde das Unternehmen an den US-Finanzinvestor Carlyle veräußert und in eine Europäische Aktiengesellschaft (SE) umgewandelt. Der Einstieg von Carlyle wurde über den Fonds „Carlyle Europe Partners III“ finanziert.[26]
- ab 2018: Zum Jahresende 2017 verkaufte The Carlyle Group das Unternehmen für 1,1 Milliarden Euro an den von Nordic Capital aufgesetzten und beratenen Private-Equity-Fonds Nordic Capital Fund VIII L.P., der auf Jersey ansässig ist.[27]